# Montet-et-Bouxal
Montet-et-Bouxal är en kommun i departementet Lot i regionen Occitanien i södra Frankrike. Kommunen ligger i kantonen Latronquière som tillhör arrondissementet Figeac. År 2022 hade Montet-et-Bouxal 213 invånare.

## Befolkningsutveckling
Antalet invånare i kommunen Montet-et-Bouxal
| Referens: INSEE |